# 89973 Aranyjános
(89973) Aranyjános, denumire internațională (89973) Aranyjanos, este un asteroid din centura principală de asteroizi.

## Descriere
89973 Aranyjános este un asteroid din centura principală de asteroizi. A fost descoperit pe 8 septembrie 2002 la Piszkesteto de Krisztián Sárneczky. Asteroidul prezintă o orbită caracterizată de o semiaxă mare de 2,21 ua, o excentricitate de 0,14 și o înclinație de 5,4° în raport cu ecliptica.